# 久遠寺

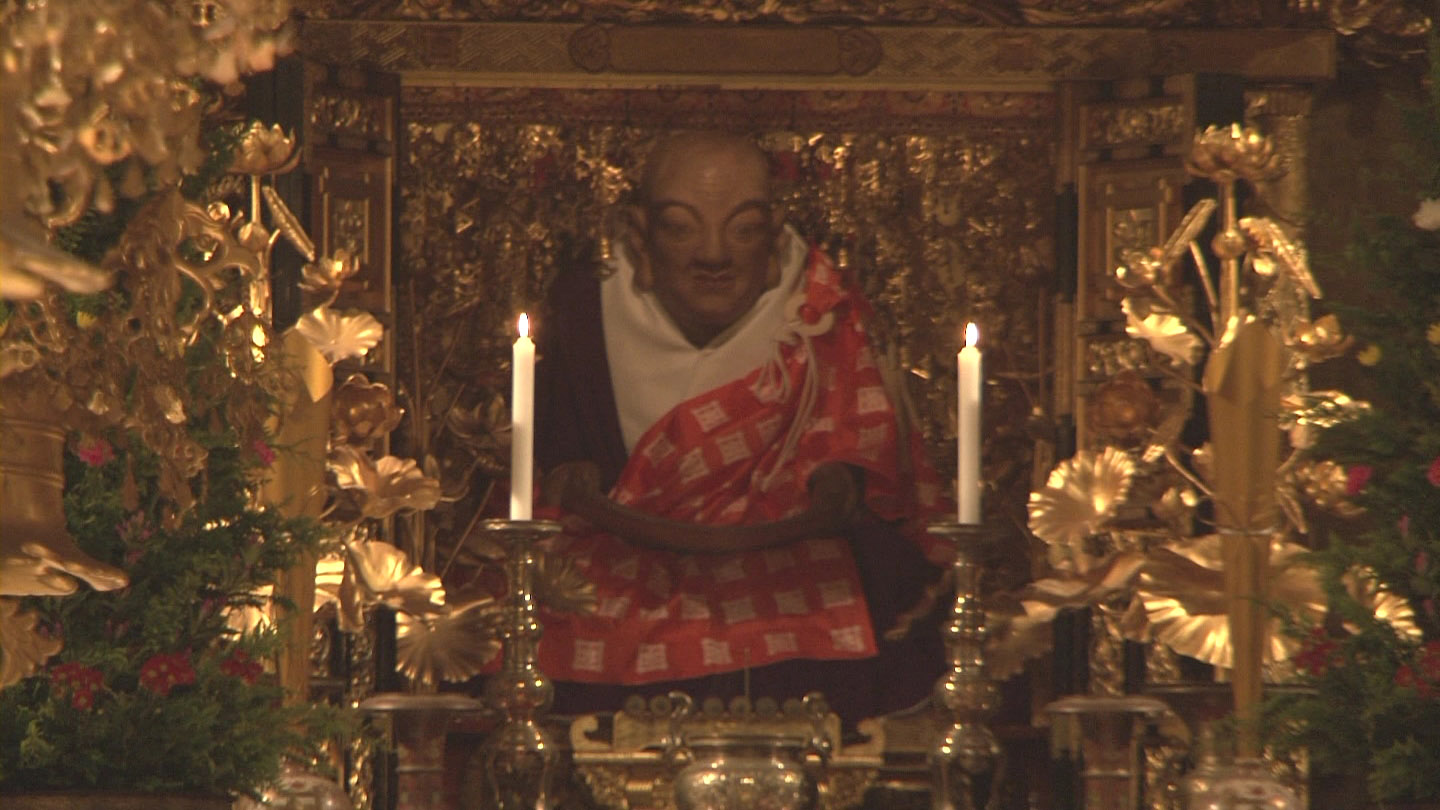
祖師堂の御影

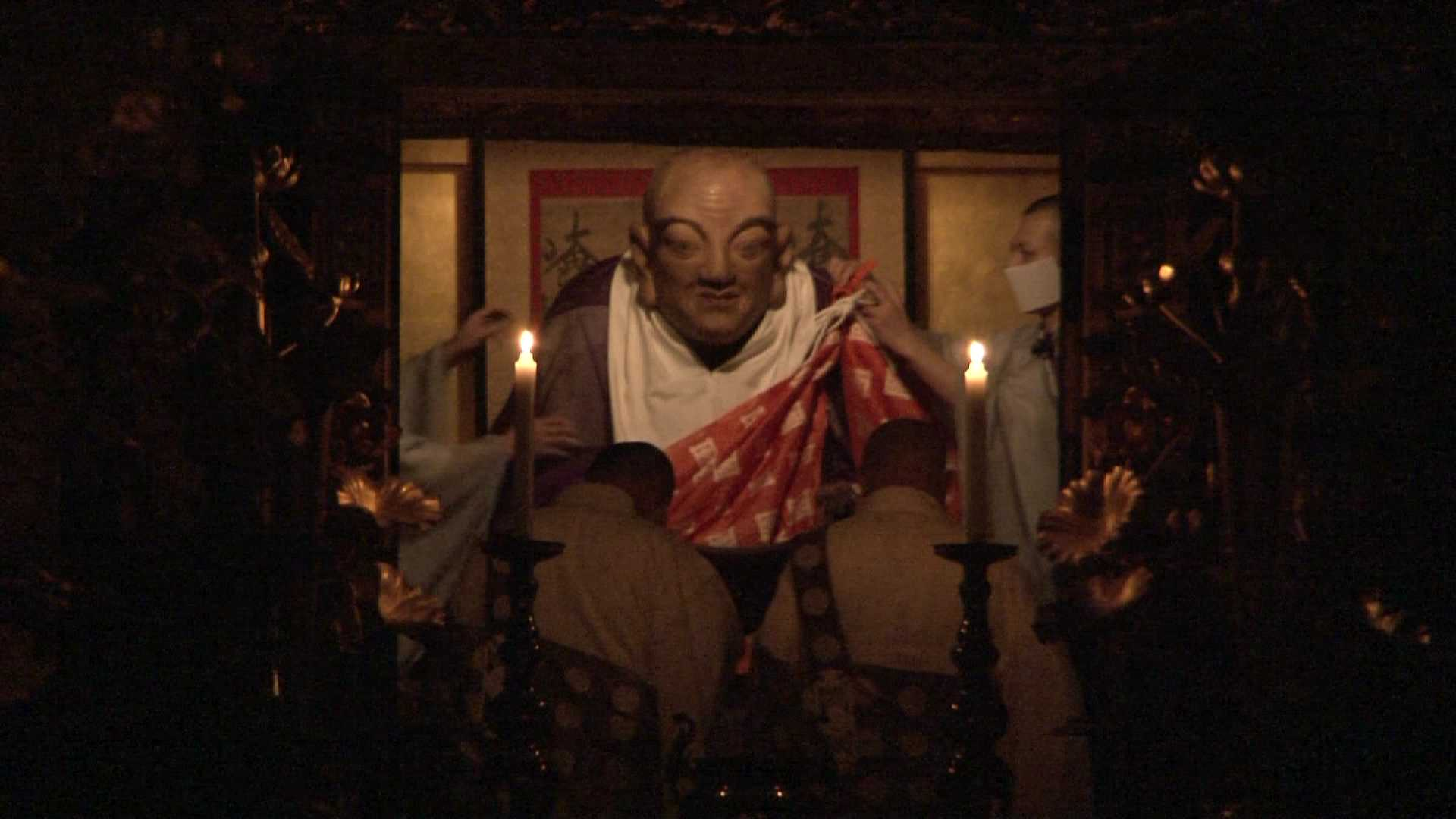
祖師堂の御影 衣替えの様子

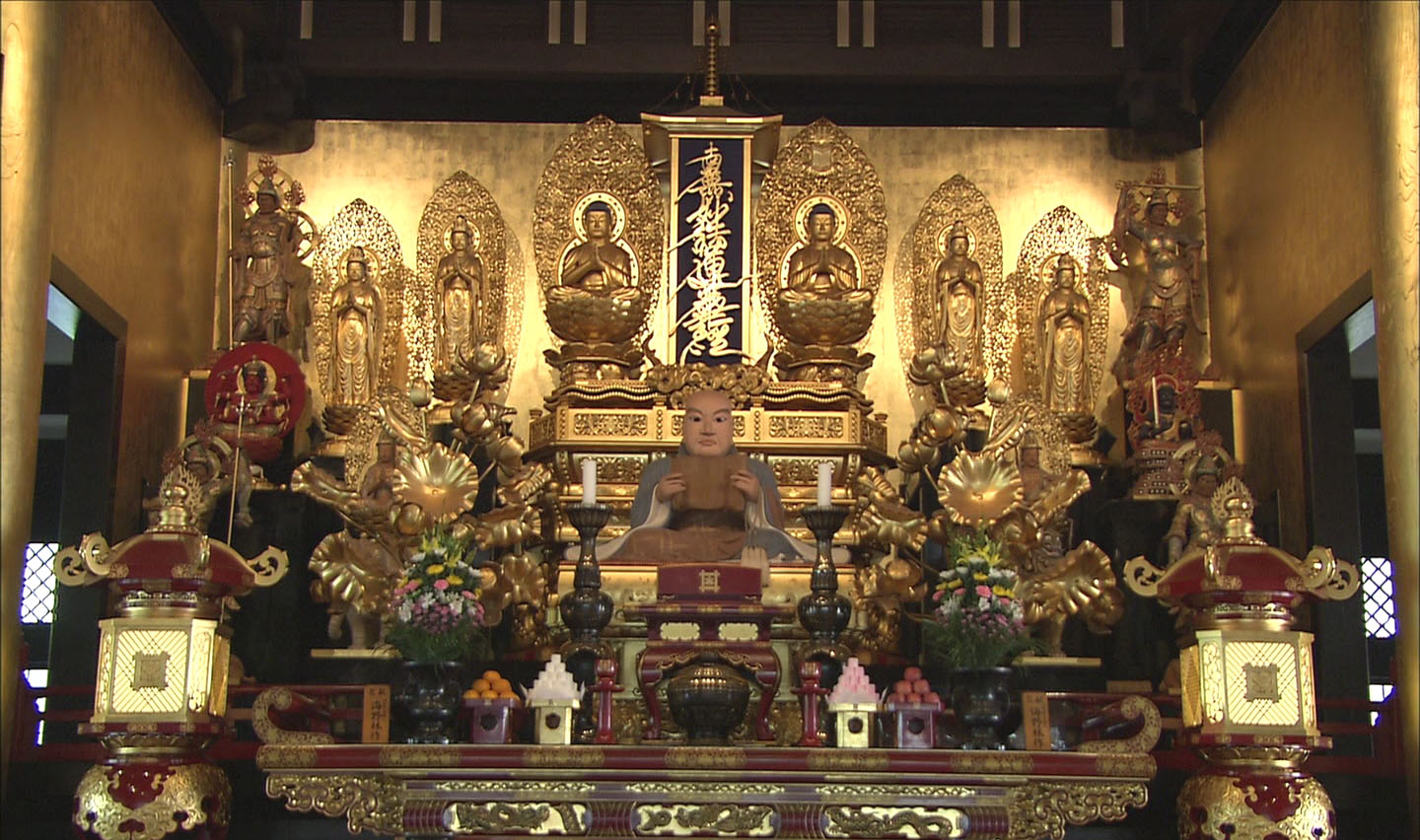
本堂内陣

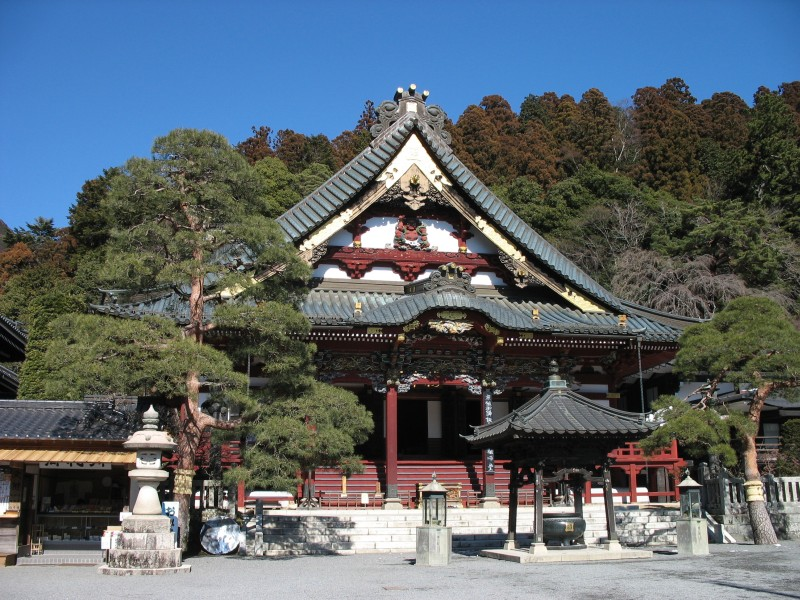
祖師堂（撮影:2006年2月）

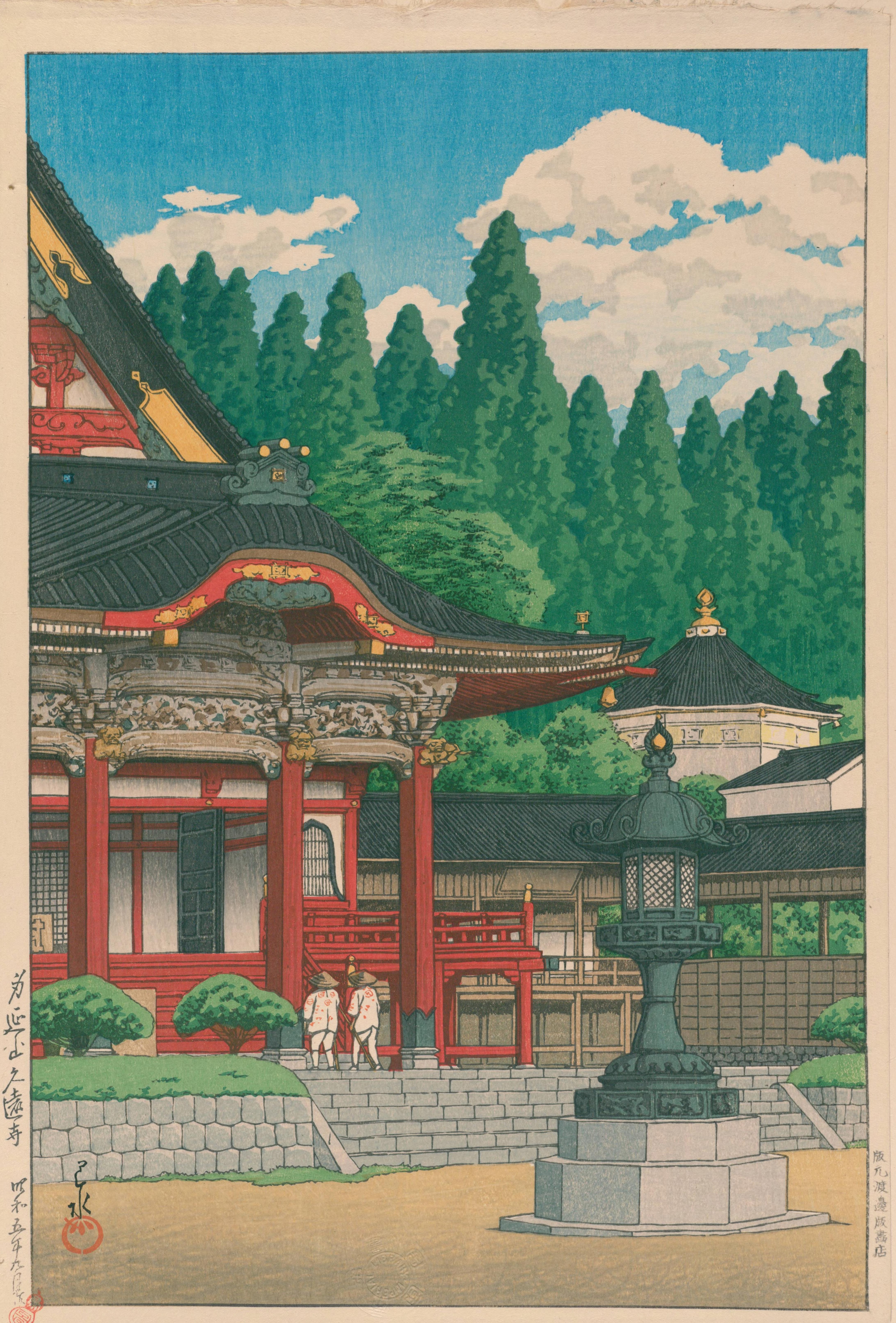
川瀬巴水『身延山久遠寺』（1930年・昭和5年）。

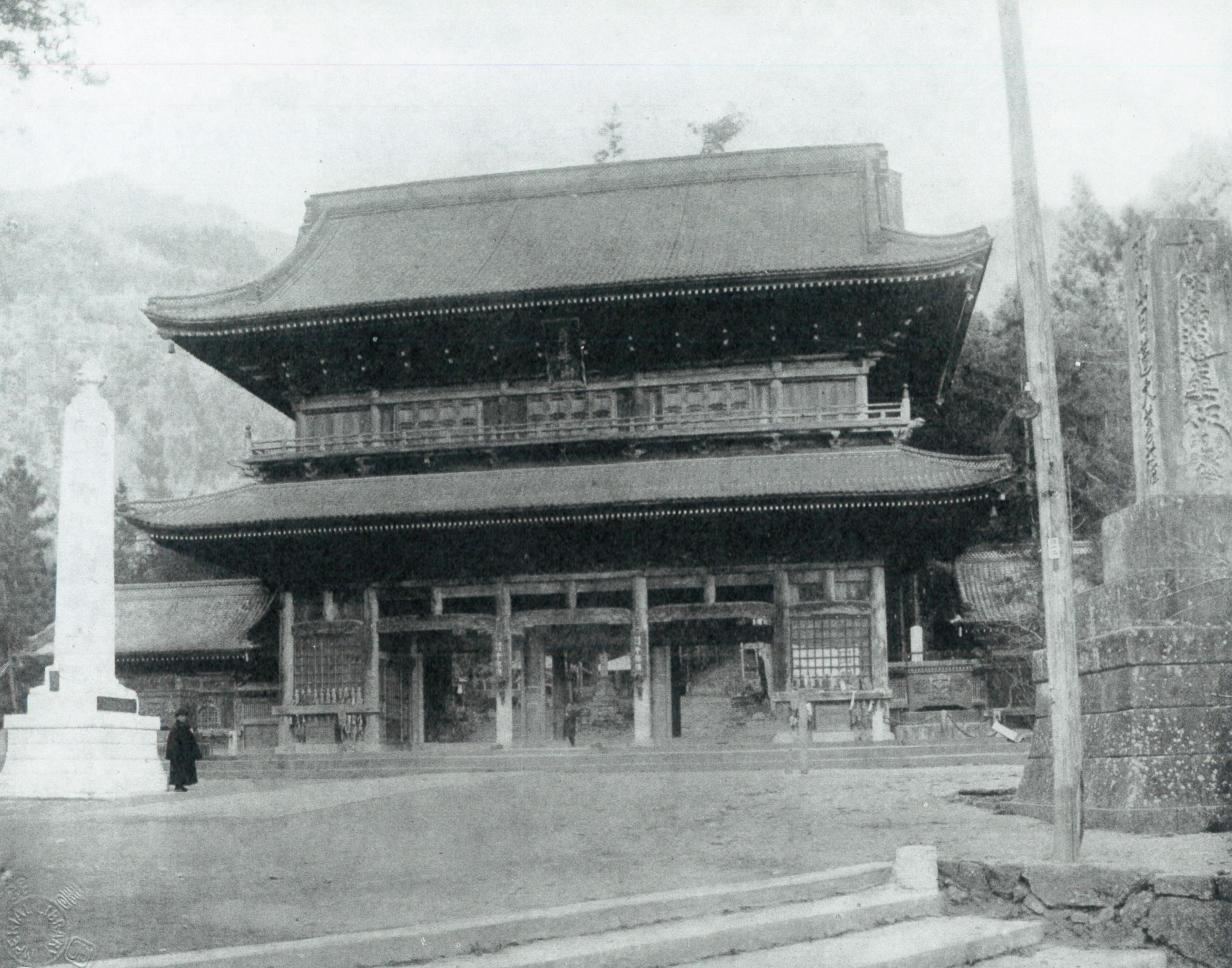
昭和初期の山門

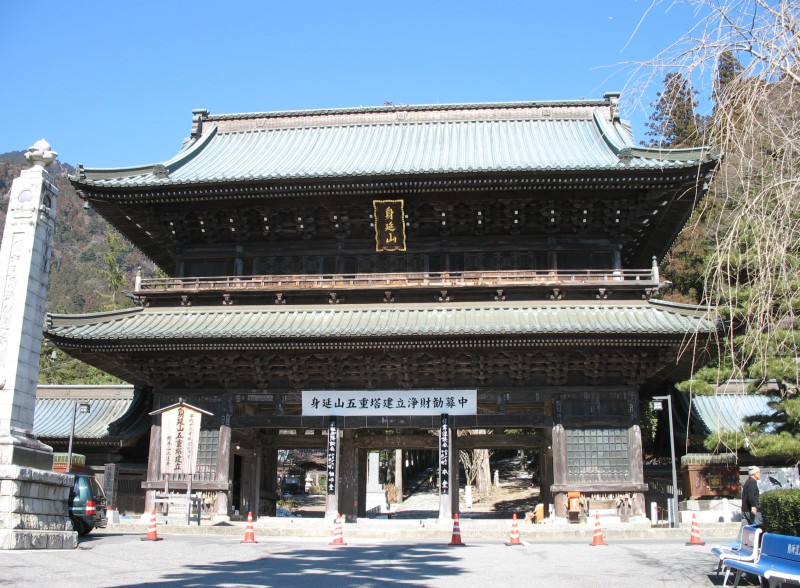
三門（撮影:2006年2月）

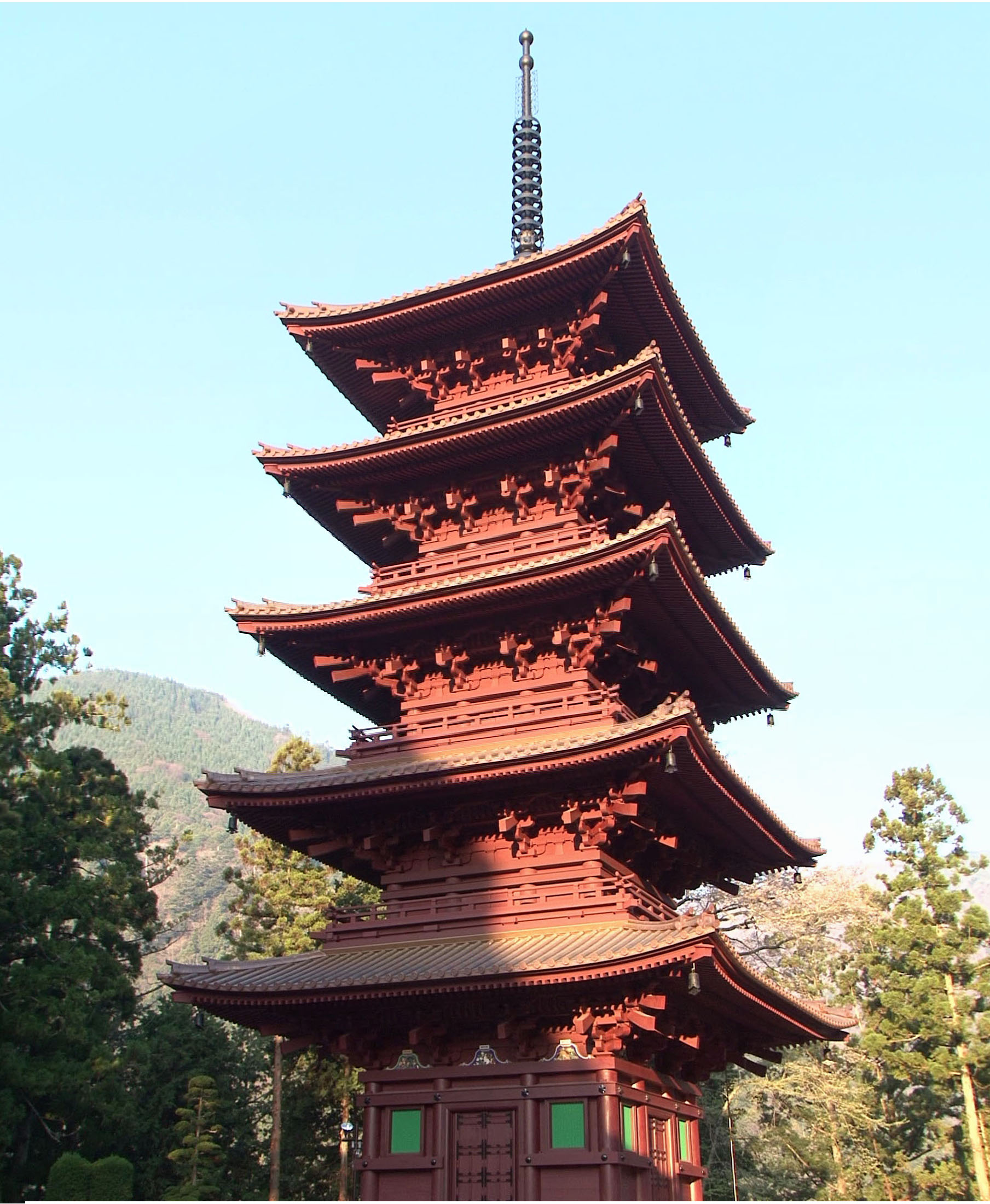
五重塔外観

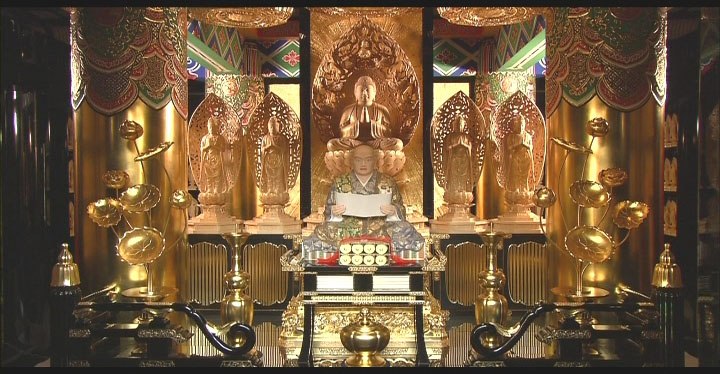
五重塔内部

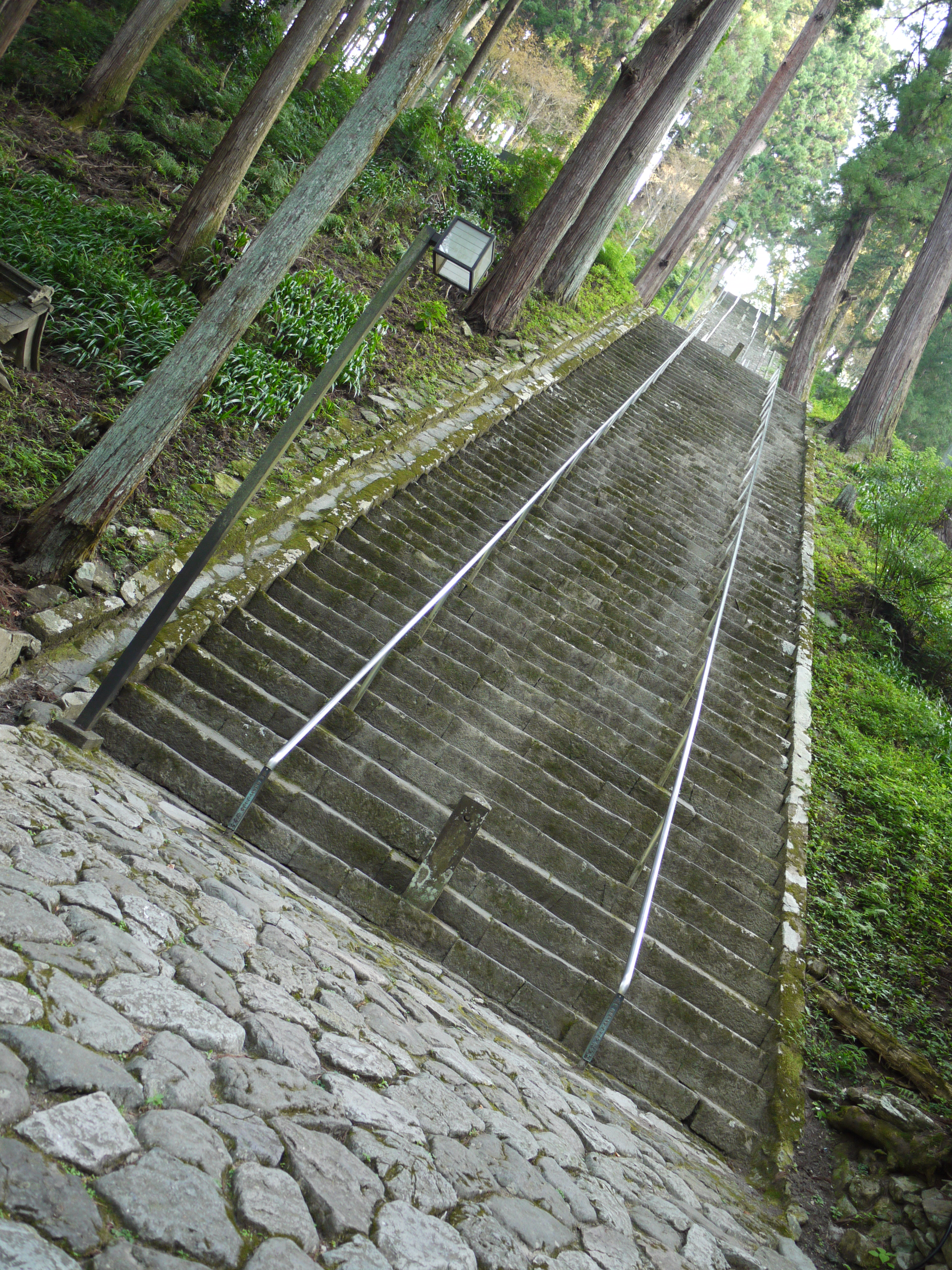
菩提梯（2011年8月）

久遠寺（くおんじ）は、山梨県南巨摩郡身延町にある、日蓮宗の総本山（祖山）。山号は身延山。

## 歴史
文永11年（1274年）、甲斐国波木井（はきい）郷の地頭南部六郎実長（波木井実長）が、佐渡での流刑を終えて鎌倉に戻った日蓮を招き西谷の地に草庵を構え、法華経の読誦・広宣流布及び弟子信徒の教化育成、更には日本に迫る蒙古軍の退散、国土安穏を祈念した。
弘安4年（1281年）に十間四面の大坊が整備され、日蓮によって「身延山妙法華院久遠寺」と名付けられたという。日蓮は弘安5年（1282年）9月に湯治療養のため常陸（加倉井）の温泉と小湊の両親の墓参りに向かうため身延山を下ったが、途中、信徒であった武蔵国の池上宗仲邸（現在の東京都大田区本行寺）にて病状が悪化したため逗留し、6人の弟子「六老僧」を定めて、同地において同年10月13日に死去した。「いづくにて死に候とも墓をば身延の沢にせさせ候べく候」との日蓮の遺言に従い、遺骨は身延山に祀られた。当地では足かけ9ヵ年の生活であった。
日蓮の身延山での生活は日蓮遺文に記されており、「人は無きときは四十人、ある時は六十人」とあるように、大人数で生活をしていたと考えられている。各地の信徒より生活必需品が多く届けられ、日蓮はこの身延山をインドの霊鷲山に見立て、信仰の山として位置づけている。遺文の3分の2は身延山での生活する中で執筆されており、日蓮真筆の曼荼羅もほとんどがここ身延山で手がけられている。身延山は日蓮教団における最高の聖地であると位置づけられており、日蓮の遺骨は歴代の法主（住職）により、日蓮の遺言通り今日まで護られている。
室町時代の文明7年（1475年）には、11世法主日朝により、手狭になった西谷から現在地に伽藍が移転された。戦国時代には甲斐国守護武田氏や河内領主の穴山氏の庇護を受け、門前町が形成された。江戸時代には日蓮宗が徳川氏はじめ諸大名の帰依を受け発展し、宗門中興三師と賞される日重・日乾・日遠のころ、身池対論を経て対立する不受不施派を排斥して確固たる地位を確立した。その後、日脱、日省、日亨の三師以降壮大な伽藍を整えて正徳2年（1712年）山内に133坊と最盛期を迎えた。
寛保4年（1744年）下之坊より出火し山内の11坊が焼失した。安永5年（1776年）七面山の諸堂を焼失した。文政4年（1821年）西谷御廟の八角堂と拝殿を焼失した。文政7年（1824年）祖師堂から出火大雨の中13棟が焼失した。文政12年（1829年）五重塔から出火し28棟を焼失し、山内寺中町方の大半も焼失したという。慶応元年（1865年）中谷の仙台坊から出火し支院17坊小堂8棟を焼失し、さらに延焼して上町、中町、上新町、横町、片隅町、下町の計100軒以上が焼失した。その後復興されるも、明治8年（1875年）1月に西谷本種坊からの出火により再び伽藍や寺宝を焼き尽くしたが、74世法主日鑑の尽力とその後の法主等の力により現在に至る。
久遠寺には数多くの経典や典籍・書籍、聖教や古文書類（身延山文書）が所蔵されており、「身延文庫」として一括され身延山宝物館に所蔵されている。身延文庫には「諸宗部」に分類されている他山・他衆により筆記・書写された典籍類も含まれている。

### 法主
法主（ほっす）は、久遠寺の住職に当たる。祖山の法灯を継承する者の称号で、祖廟に常随給仕し、輪番奉仕を主導するほか日蓮宗信行道場の化主となる。

現法主は93世 持田日勇法主（本山藻原寺貫首）。小西法縁から初めて選出された。昭和生まれで初めての法主（昭和14年生まれ）である。

#### 歴代
| 歴代   | 歴代上人       | 寂年月日        | 西暦 |
| ------ | -------------- | --------------- | ---- |
| 開山   | 宗祖日蓮大聖人 | 弘安5年10月13日 | 1282 |
| 2世    | 佐渡阿闍梨日向 | 正和3年9月3日   | 1314 |
| 3世    | 大進阿闍梨日進 | 正和3年9月3日   | 1346 |
| 4世    | 大法阿闍梨日善 | 貞和2年12月8日  | 1332 |
| 5世    | 鏡円阿闍梨日台 | 貞治5年3月7日   | 1366 |
| 6世    | 実教阿闍梨日院 | 応安6年6月25日  | 1373 |
| 7世    | 上行院 日叡    | 応永7年5月7日   | 1400 |
| 8世    | 行学院 日億    | 応永29年11月8日 | 1422 |
| 9世    | 成就院 日学    | 長禄3年12月7日  | 1459 |
| 10世   | 観行院 日延    | 寛正2年4月26日  | 1461 |
| 11世   | 行学院 日朝    | 明応9年6月25日  | 1500 |
| 12世   | 円教院 日意    | 永正16年2月3日  | 1519 |
| ・・・ | ・・・         | ・・・          | ---- |
| 90世   | 智行院 日勇    | 平成13年9月17日 | 2001 |
| 91世   | 妙道院 日光    | 平成18年9月21日 | 2006 |
| 92世   | 永上院 日総    | 令和6年1月21日  | 2024 |

（『身延山御書類聚』附録の一　歴代略系譜より）
- 日伝（十三世）
- 日鏡（十四世）
- 日叙（十五世）
- 日整（十六世）
- 日新（十七世）
- 日賢（十八世）
- 日道（十九世）
- 日重（二十世）
- 日乾（二十一世）
- 日遠（二十二世）
- 日祝（二十三世）
- 日要（二十四世）
- 日深（二十五世）

## 伽藍
伽藍は前述のとおり明治8年の大火で焼失し、現在立ち並ぶ堂宇は再建されたものが多い。
- 総門 - 久遠寺の最初の入り口（開会関）ここから聖域に入る。
- 三門 - 間口5間、奥行2間、高さ7丈。日本三大門の1つに数えられることもある。二王門ともいわれ金剛力士を祀り、上層には十六羅漢を祀る。三門を入り右側には本多日生上人像、その横に宮沢賢治の句碑がある。左側には永田紀美（大映社長永田雅一の母）の銅像があり、その後ろに聖徳太子を祀る太子堂がある。三門より菩提梯までの間に日朝上人お手植えの杉並木がある。仁王像（身延町指定文化財）は伝運慶若しくは定朝作で鎌倉期の名作。
- 菩提梯 - 全287段の石段。菩提＝覚り、梯＝かけはし。横の銅像は当時の地主南部実長（通称波木井公）。横の坂が男坂。その手前の坂が女坂。
- 本堂 - 1985年（昭和60年）落慶。本尊は日蓮聖人真筆大曼荼羅本尊を木造形式にしたいわゆる立体曼荼羅で、釈迦如来像・多宝如来像・四菩薩像・不動明王像・愛染明王像・四天王像・普賢菩薩像・文殊師利菩薩像・日蓮大聖人坐像などからなっている。作者は日蓮大聖人坐像を除き慶派の流れをくむ江里宗平・江里康慧親子である。（作者のwebサイト）冬季6時、夏季5時30分より朝の勤行が執り行われる。天井画の墨龍は加山又造の作。
- 宝物館 - 本堂地下に久遠寺に残る数々の書物、掛け軸、法要道具等を展示している。木曜休館日。
- 五重塔 - 現在の五重塔は3代目で2008年竣工、大成建設施工。2009年に落慶法要が行われた。初代の塔は元和5年（1619年）加賀前田利家の側室寿福院の建立による。寛文3年（1666年）移築、文政12年（1829年）焼失。2代目の塔は万延元年（1860年）起工、慶応元年（1865年）落慶、明治8年（1875年）焼失。
- 棲神閣祖師堂 - 日蓮聖人像を安置。申し込みにより開帳が行われる。明治14年建立、一部用材はかつての鼠山感応寺のもの。特には昭和天皇より下賜された「立正」の勅額あり。
- 仏殿 - 仏殿では朝、昼12時、夕方3時からの勤行と特別法要を営む建物。
- 釈迦殿・納牌堂 - 仏殿手前6階建の建物。本堂建立により釈迦堂を移した釈迦殿は6階にある。納牌堂は1階から5階までとなっており、全国の信徒の先祖の遺骨を安置してある建物。
- 御真骨堂 - 日蓮の「御真骨」を安置。右側に七面大明神、左側に三十番神を祀っている。深草元政上人は「何故に砕きし骨の名残とぞ思えば袖に玉ぞ散りける」と詠っている。
- 報恩閣 - 2002年（平成14年）立教開宗750年を記念し、信徒の受付業務、接待所として建立。2階は会議室。
- 開基堂 - 日蓮を身延に招いた波木井実長を祀っている。身延町指定文化財。
- 水鳴楼 - 歴代法主の住居。特に前庭が素晴らしいとされる。滝の上には永守稲荷を祀る。
- 枝垂桜 - 有名な久遠寺の枝垂れ桜は毎年3月下旬～4月上旬にかけ境内に樹齢400年ともいわれる枝垂桜と久遠寺周辺数百本の桜が咲き乱れる。見物客、カメラマンが相当数来て、門前町の道路も大変渋滞する。
- 祖廟 - 日蓮聖人の墓所と日蓮聖人が住んだ庵の跡がある。向かって右側の墓は久遠寺歴代廟。左側は六老僧日興上人、富木常忍師母、阿仏坊日得上人、法寂院日円上人（南部公）、お万の方、徳川光圀母久昌院、高松城主松平頼重側室寿光院、会津城主保科正之母浄光院、刈谷城主三浦安次郎母寿応院、加賀前田利家側室寿福院。
- 奥之院思親閣 - 久遠寺裏山身延山山頂にあるお堂。日蓮は望郷の念おさえがたく、折にふれては身延山の頂上へ登り故郷房州（千葉県）安房の両親・師道善御房を思い回向した場所で古来は東孝閣とも呼ばれ現在は親を思うお堂思親閣と呼ばれている。また日蓮聖人自らお手植えと呼ばれている四本の杉も今でも育っている場所でもある。日蓮滅後、加賀前田利家側室寿福院の外護により堂宇が建立される。育恩の祖師と呼ばれる日蓮聖人像、六老僧像、参十番神、常護稲荷大菩薩、草分稲荷大菩薩、子安八幡大菩薩を祀っている。境内には京都深草元政上人が自らの髪の毛を埋めた元政塚がある。登山道には太田道灌墓所、各戦国武将墓所、鬼子母神堂、丈六堂、三光天子を祀る三光堂、日朗上人お手掘の井戸、養珠院お万の方寄進東照宮等がある。裏参道を下ると追分帝釈天を祀る感井坊、妙法両大善神を祀る十万部寺、七面山麓赤沢集落、身延山方面では妙石坊方面へ下ることが出来る。現在はロープウエイにて片道7分で標高1153mの山頂に着くため半分登山、半分ロープウエイという参拝者、登山者が増えてきている。晴れていると富士山、西伊豆、南アルプス、北岳、七面山、甲府盆地、八ヶ岳等が望める。元旦の御来光、春秋のダイヤモンド富士が鮮やかに望める場所でもある。平成23年１１月思親閣境内に東日本大震災犠牲者の慰霊供養塔が建立された。

### 塔頭寺院
東谷塔中
- 覚林房 - 行学院日朝
- 大乗坊 - 開基日澄（九老僧）
- 端場坊 - 開基四条金吾
- 蓮盛坊 - 開基日在
- 逕泉坊 - 開基逕泉院日泉
- 大林坊 - 開山中老僧日源
- 大善坊 - 開基大善院日辺
- 窪之坊 - 開基蓮華阿闍梨日持（六老僧）
- 志摩坊 - 開基中老僧日伝
- 延寿坊 - 開基宝蔵院日叙
- 大光坊 - 開基妙心院日奠

西谷塔中
- 妙石坊 - 開基学禅院日逢。七面大明神示現の処と伝わる。
- 南之坊 - 開基辨阿闍梨日昭（六老僧）
- 智寂坊 - 開基智寂院日省
- 武井坊 - 開基正行院日勢
- 岸之坊 - 開基久遠成院日親
- 樋沢坊 - 開基佐渡阿闍梨日向（六老僧）
- 林蔵坊 - 開基白蓮阿闍梨日興（六老僧）
- 北之坊 - 開基法寂院日円
- 麓坊 - 開基宝聚院日伝
- 清水房 - 開基龍華樹院日像
- 本行坊 - 開基比企大学三郎能本

中谷塔中
- 清兮寺 - 堀の内妙法寺別院
- 定林坊 - 開基宝蔵院日叙
- 竹之坊 - 開基大国阿闍梨日朗（六老僧）
- 恵善坊 - 開基智見院日暹
- 松井坊 - 開基波木井氏3台日長
- 円台坊 - 開基中老僧日源
- 山本坊 - 開基伊予阿闍梨日頂（六老僧）
- 花之坊 - 開基蓮華院日応
- 積善坊 - 開基宝聚院日伝
- 山之坊 - 開基宝蔵院日叙

久遠寺山内には芭蕉をはじめいくつかの句碑がある。
奥之院思親閣参道
- 松樹庵
- 感井坊

七面山参道
- 奴多山十万部寺
- 宗説坊（妙法大善神）
- 明浄院
- 神力坊（伽藍房様） － 開山円教院日意。
- 長徳山妙福寺（七面山鍵取り妙福寺）
- 雄滝辨天堂日教教会（大本山中山法華経寺奥之院別院）
- 肝心坊
- 中適坊 - 開山蓮信法師。
- 晴雲坊 - 開山善心院日修。
- 神通坊
- 安住坊（栃の木坊）
- 七面山敬慎院 - 身延山の西方、標高1982メートルの七面山山頂近くに位置する寺（宿坊）。七面山はかつて修験道の山として知られた。敬慎院には七面大明神を祀る（法華経信者の守護神、身延山久遠寺の裏鬼門を守る神・身延流祈祷本尊）。特に春と秋の彼岸の中日には富士山頂上からの御来光が有名で当日朝は多くの参拝者、カメラマンで混雑する。登山口は山梨県早川町であるが、山頂一帯は身延町飛地になっている。毎年9月18日夜 - 19日朝まで久遠寺より法主が登山し例大祭を行なう。境内の裏には枯れることのない池があり、そのほとりには池大善神が古来祀られている。なお、七面山の裏は和端渓といわれる名硯の産地雨畑がある。

### 廃絶塔頭等
南谷塔頭
- 円柳坊
- 実道坊
- 盍簪坊
- 普賢坊
- 能生坊
- 敬神坊
- 東之坊
- 積善坊
- 観松坊
- 慶成坊
- 浄蓮坊
- 教泉坊
- 忠光坊
- 玉蔵坊
- 蓮秀坊
- 隅之坊
- 了雲坊
- 下之坊
- 仁宗庵
- 秀悦坊
- 高雲坊
- 知恩坊
- 妙仙坊
- 常栄坊

東谷塔頭
- 信行坊
- 大縁坊
- 浄隆坊
- 了円坊
- 妙音坊
- 証明坊
- 大円坊
- 林行坊
- 忍脱坊
- 成道坊
- 了慶坊
- 願成坊
- 杉之坊
- 春窓坊
- 福泉坊
- 南延坊
- 学立坊
- （真浄坊）
- 善綱坊
- 妙法堂

中谷塔頭
- 仙台坊
- 松壽庵
- 慶林坊

西谷塔頭
- 常唱堂
- 一円坊
- 本応坊
- 清閑坊
- 仙応坊
- 松玄坊
- 正運坊
- 凉池坊
- 本学坊
- 常経坊
- 浄心坊
- （感応坊）
- 真善坊
- 宗幸坊
- 寂光坊
- （至言坊）
- 樋沢坊
- 了源坊
- 上妙坊
- 渋谷坊
- 円応坊
- 円正坊
- 吉祥坊
- 福聚坊
- 玉泉坊
- 芳春坊
- 浄安坊
- 了閑坊
- 長松坊
- 長壽坊
- 清輝坊
- 中山坊
- 宗林坊
- 宗賢坊
- 見塔坊
- 一行坊
- 大運坊
- 大心坊
- 仁浄坊
- 松林坊
- 南向坊
- 北之坊
- 円教坊
- 戒善坊
- 中之坊
- 佐倉坊
- 妙善坊
- 蓮信坊
- 光精坊
- 本種坊
- 西之坊
- 通感坊
- 寂照坊
- 常住坊
- 円理坊
- 実円坊
- 大蓮坊
- 善学院

- ※感応坊は明治7年（1874年）東谷の大林坊と合併した。
- ※至言坊は東谷の大林坊と合併した。明治時代初頭という。
- ※正運坊は寛文11年（1671年）開基に明定院日順、開山を正運坊として上粟倉に創建。旧本山は身延林蔵坊。
- ※円教坊は宝永3年（1704年）円教坊日真の開山で創建された。代務住職が置かれているが普段は無住という。

上ノ山塔頭
- 長安坊
- 本妙坊
- 顕盛坊
- 法薗坊
- 瑞光坊
- 芳心坊
- 清玉坊
- 慶雲坊
- 貞俊坊
- 妙応坊
- 春光坊
- 孝東院

七面山道
- 蓮華坊

## 旧末寺
日蓮宗では昭和16年（1941年）に本末を解体したため、現在では、旧本山、旧末寺と呼びならわしている。久遠寺は900以上の末寺を有したという。
- 感応寺
- 要法寺
- 栄久山妙善寺

## 文化財

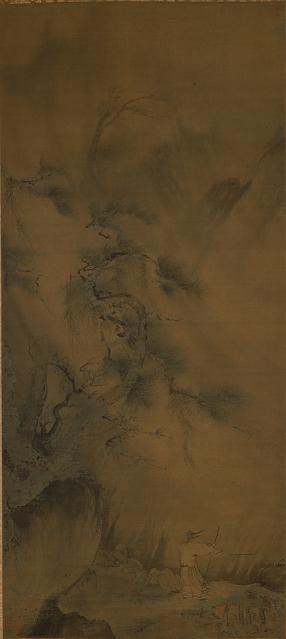
夏景山水図

### 国宝
- 絹本著色夏景山水図　昭和30年6月22日国宝指定

唐物を積極的に輸入した室町幕府の三代将軍足利義満の収集した東山御物のひとつである山水図。京都の金地院に所蔵されている秋景山水図、冬景山水図とともに国宝指定。東山御物は幕府の財政窮乏に伴い散逸したものが多いが、当品も経緯は不詳であるが、寛文13年（1673）に遠江国浜松藩主の太田資宗から寄進されている。現在は東京上野の東京国立博物館に寄託されている。
縦118.5cm、横52.8cm。制作年代は中国、12世紀の北宋末代、あるいは対角線構図であることから13世紀の南宋代とも考えられている。画面中央に雄大な松の木が描かれ、下辺の左隅には山間の小道に杖を持つ高士が描かれている。高士の衣冠が風にたなびいていることから、夕立を描いているものとも考えられている。金地院本の二図と寸法や絹質が共通し、上下にはそれぞれ「仲明珍玩」「盧氏家蔵」の鑑蔵印があり、将軍義満の「天山」重廊朱文方印が見られる。また、画風にも共通点が認められることから、失われた春景山水図とともに四季の風景を描く一連の山水画四幅のうちのひとつと考えられている。
作者を示す落款や印章がなく、『御物御画目録』には北宋皇帝徽宗の作とされているが、久遠寺本には伝記不詳の画家「胡直夫」の作とする伝承がある。

### 重要文化財
- 絹本著色釈迦八相図 - 平成3年6月21日指定

鎌倉時代に盛んに制作された釈迦八相図のひとつ。根津美術館所蔵の1幅と一連の仏伝図であると考えられており、久遠寺本は3幅が現存している。
- 宋版礼記正義 2冊 - 昭和15年5月3日指定

北宋の頃に成立した五経のひとつである「礼記」の注釈書である『礼記正義』の写本。上下二巻（上巻は原本の63～66巻、下巻は67～70巻を収録）。で、日本国内では国宝の足利文庫本（国宝）が知られているが、身延文庫本は昭和3年に徳富蘇峰（猪一郎）により「本朝文粋」などとともに発見された。刊記欄外部分には金沢文庫の黒印があり、金沢文庫旧蔵本であったと考えられている。
- 本朝文粋（巻第一欠）13巻 - 昭和31年6月28日指定

平安時代の漢詩文集である『本朝文粋』の写本で、全14巻のうち巻第一が欠巻。
巻第十三に建治二年（1276年）の書写奥書があり、その他の巻もこの前後に書写されたものと推定される。各巻の本奥書によれば、身延本は鎌倉時代の建治年間に金沢文庫所蔵であった「文永写本」を基に書写されたという。これは北条時宗所持本で清原教隆の加点がある「相州御本」の写本で、身延本は第三写本にあたる。発起者は鎌倉時代に甲斐国守護であったと考えられている二階堂氏と推定されている。全巻に墨訓や朱点があり、清原隆教の加点した相州御本の原型を伝える写本として注目されている。

### 登録有形文化財
以下の建造物19件は、2018年5月10日に国の登録有形文化財に登録された。
- 祖師堂及び御供所（明治14年（1881年）建、1991年・1994年改修）
- 御真骨堂拝殿（明治14年（1881年）建、2001年改修）
- 仏殿納牌堂（1931年建、2013年改修）
- 大客殿（明治19年（1886年）建、明治後期・1971年改修）
- 法喜堂（明治16年（1883年）建、1971年・2011年改修）
- 旧書院（明治9年（1876年）建、2011年改修）
- 新書院（1931年）
- 大鐘楼（明治15年（1882年）建、1939年改修）
- 時鐘楼（1952年建、2013年改修）
- 甘露門及び門番所（明治元年（1868年）建、1941年移築）
- 太子堂（大正元年（1912年））
- 三門（明治40年（1907年））
- 本地堂（嘉永5年（1852年）建、2012年改修）
- 祖廟塔（1942年）
- 常唱殿（1958年）
- 三昧堂（文政5年（1823年）建、1941年移築）
- 水行堂（1952年）
- 瑞門（1953年）
- 思親閣仁王門（1935年）

以下の建造物8件は、2020年8月17日に国の登録有形文化財に登録された。
- 御真骨堂 - 明治14年（1881年）
- 祖師堂前香炉屋 - 明治12年（1879年）
- 祖廟拝殿 - 昭和17年（1942年）
- 祖廟域水屋 - 昭和19年（1944年）
- 莚師堂 - 明治9年（1876年）建、平成3年（1991年）改修
- 奥之院思親閣鐘堂 - 昭和10年（年）
- 発軫閣（ほっちんかく） - 元文4年（1739年）建、昭和55年（1980年）改修
- 総門茶屋 - 明治27年（1894年）

### 県指定文化財
- 銅鐘 - 昭和34年2月9日指定
上帯上部が欠損している中世梵鐘。火災跡があり、銘文によれば旧巨摩郡大井庄最勝寺所蔵の梵鐘で、伝来した経緯には諸説ある。『甲斐国志』では武田征伐の際に織田氏により陣鐘として徴発されたとしており、ほかに水害による流出や最勝寺の経営事情から売却されたとする説や、庄司により寄進されたとする説などがある。佐藤八郎は諸説を検討し、陣鐘として徴発された後に河内領穴山氏により寄進されたとする見解を示している。
- 銅鐘（朝鮮鐘） - 昭和35年11月7日指定
県内に残存する唯一の朝鮮鐘。
- 刺繍十六羅漢像 - 昭和58年3月10日指定
- 紙本墨書弘決外典鈔 - 昭和35年11月7日指定
- 版本法華経 7巻 - 昭和48年7月12日指定
提婆達多品を欠くものの明代翻刻本の舶載品。墨書折本。各巻は桐箱に収められ、奥書によれば戦国時代の天文19年（1550年）に武田晴信（信玄）により奉納されたもの。天文年間は信濃侵攻を本格化させている時期でさかんに諸宗寺社への納経が行われており、武田家と日蓮宗寺院の関係を示す資料にもなっている。

### 町指定文化財
- 釈迦如来立像 -昭和44年９月12日指定。本師堂奥殿安置。鎌倉時代の像。（身延町史）
- 丈六釈迦像 -昭和44年９月12日指定。丈六堂安置。江戸寛永年間、京都鳴滝三宝寺の中正院日護の作。
- 三光堂金銅釈迦如来坐像 -昭和41年６月１日指定。露仏。江戸時代に京極高勝から寄進されたもの。
- 三門二王尊像 - 昭和44年９月12日指定。伝・運慶もしくは定朝作とされるがネット上では運慶作とされることが多い。おそらくは運慶の真作ではなく迫力のある像であるがゆえに伝運慶作を称したと考えられる。六浦平次郎入道日荷が一夜にして鎌倉称名寺から運んできたと伝える鎌倉時代の名作。（以上いずれも身延町史による）

登録有形文化財の建造物の画像
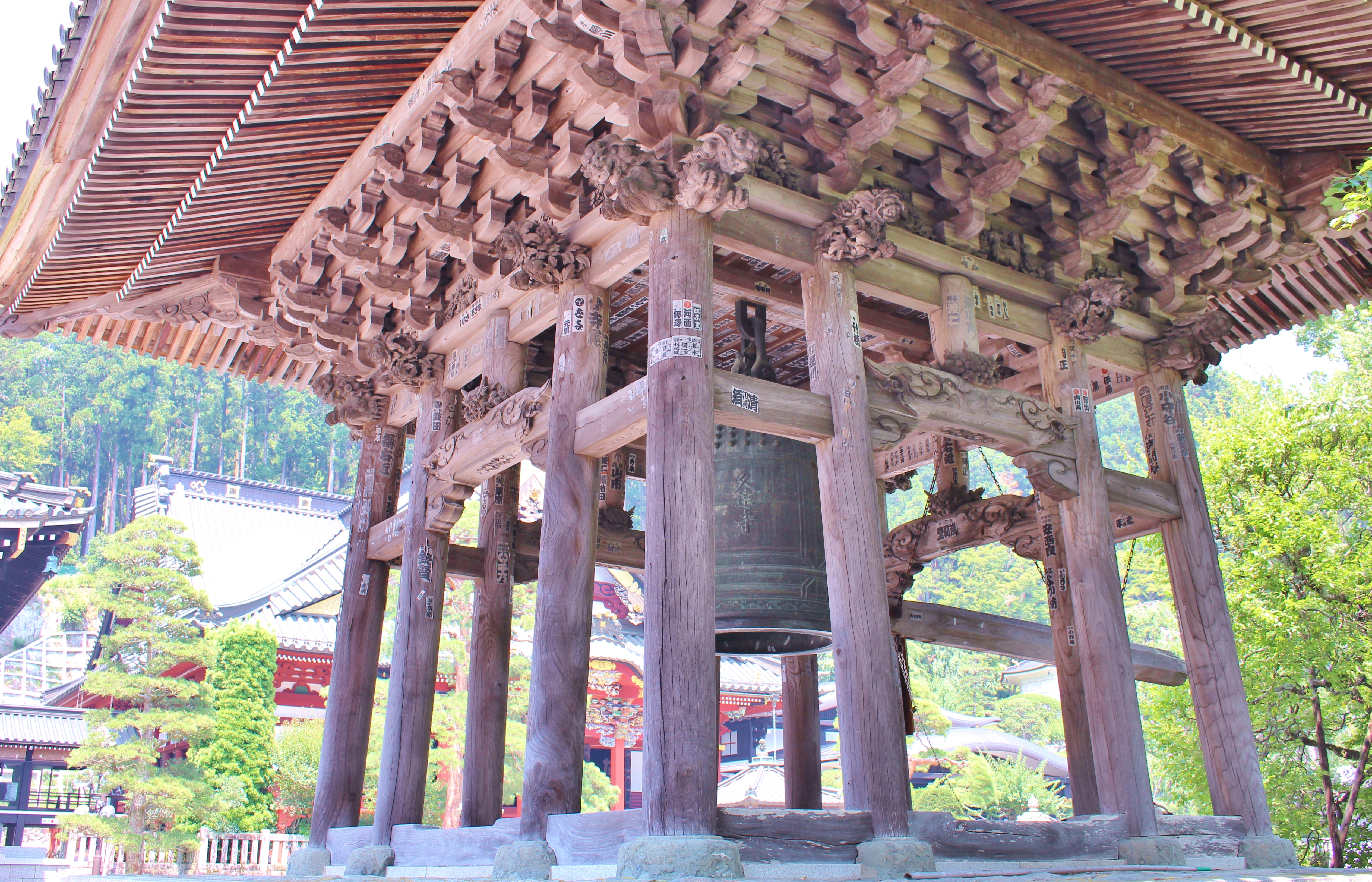
大鐘楼
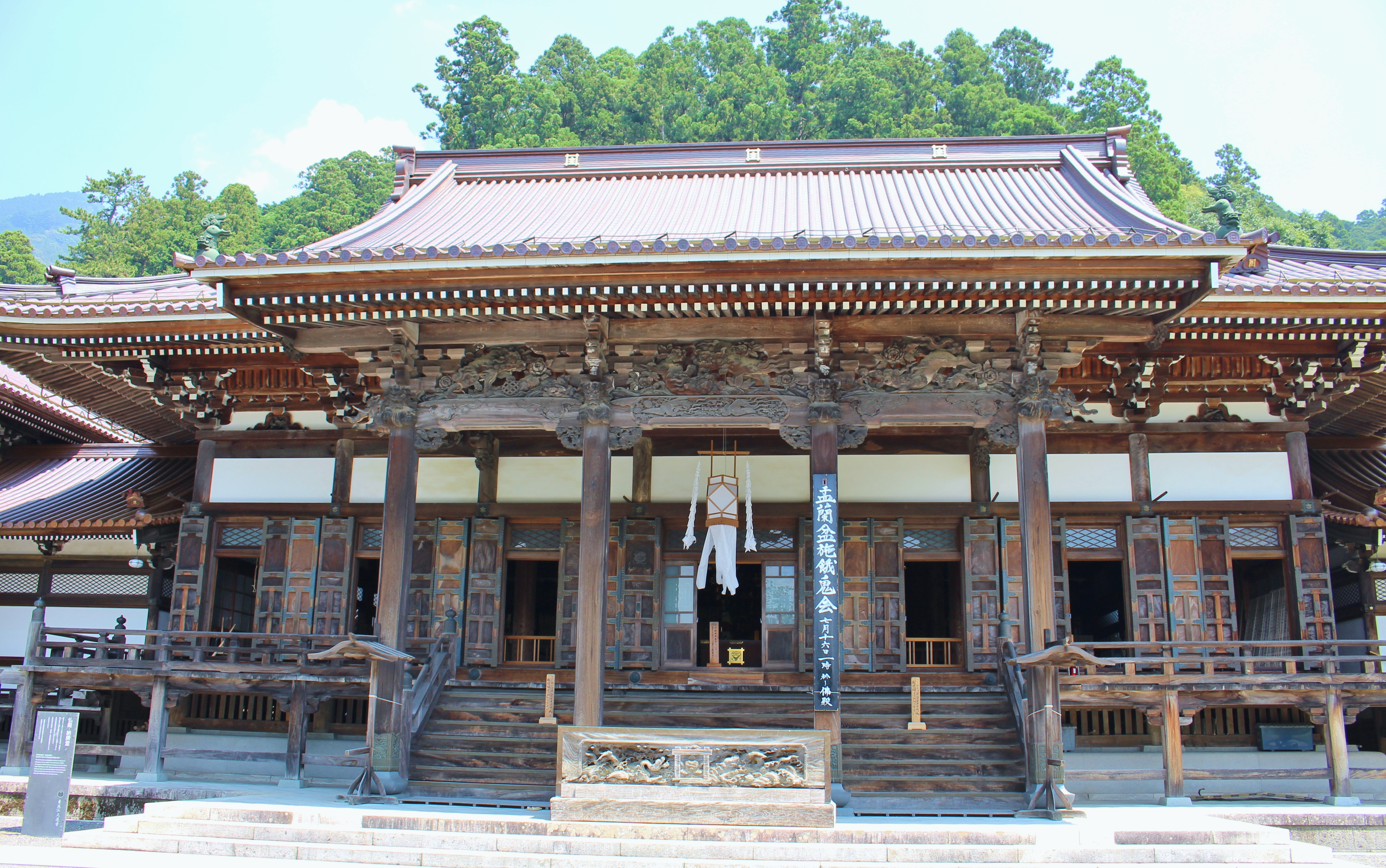
仏殿納牌堂
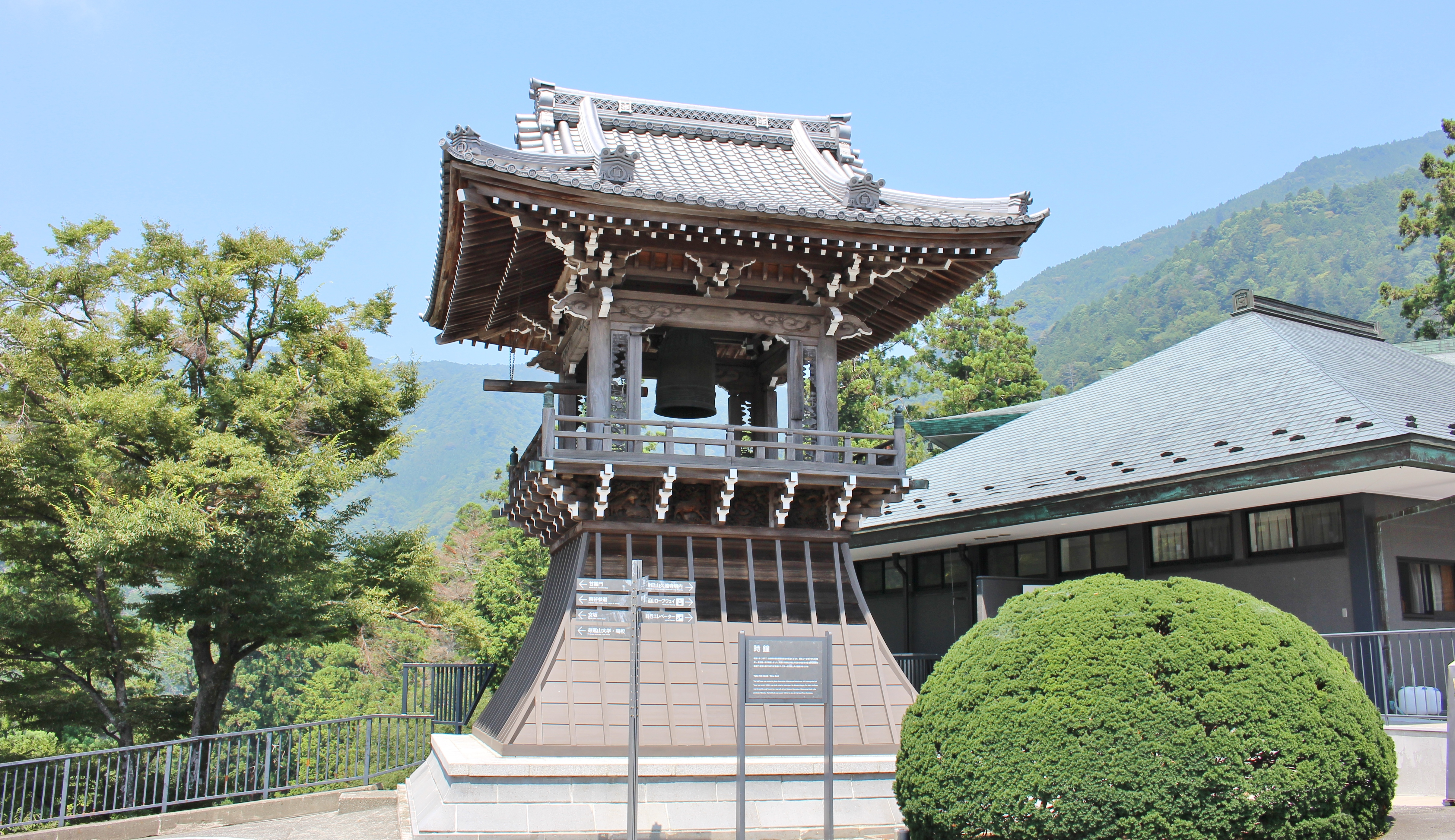
時鐘
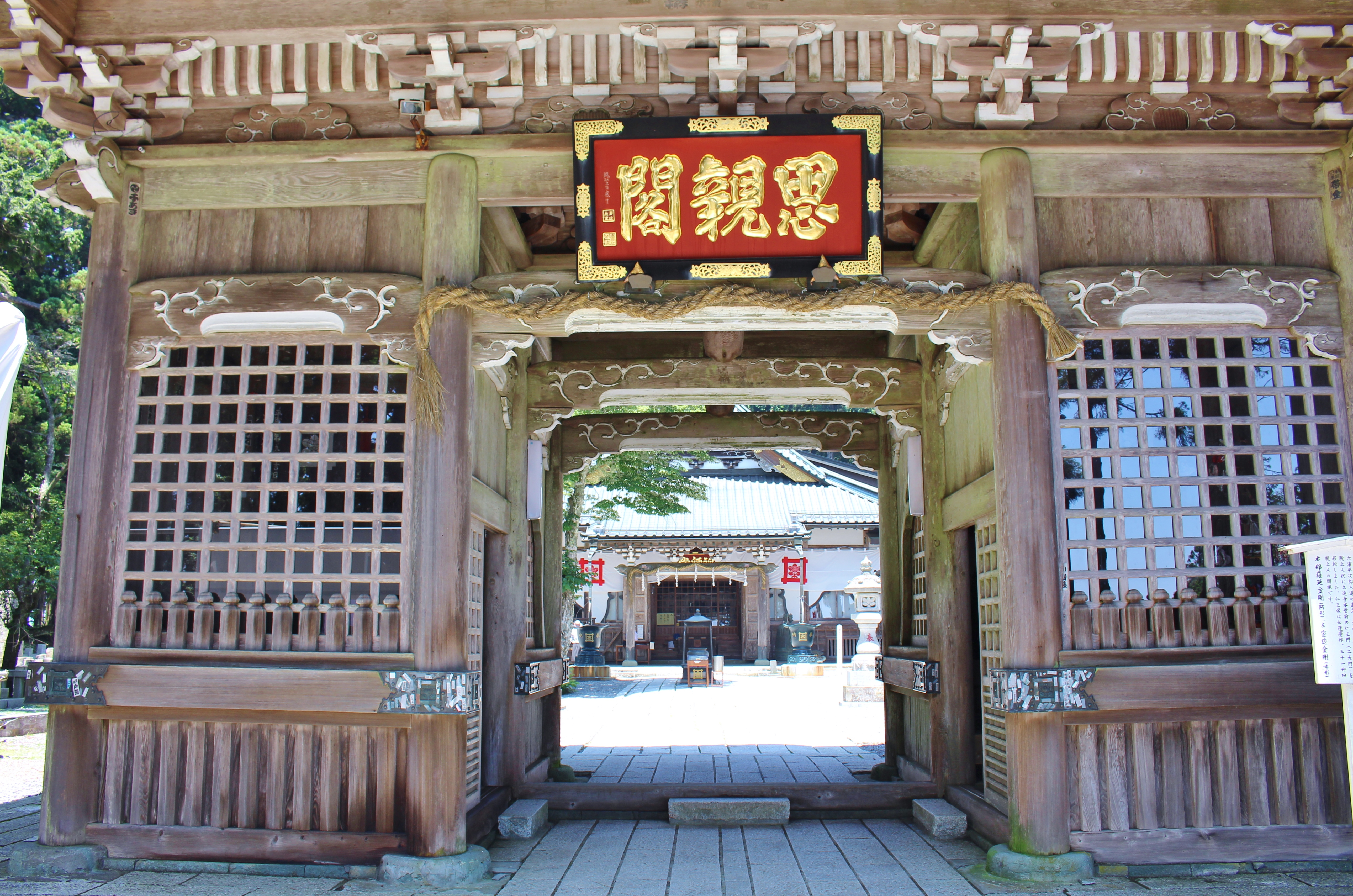
思親閣仁王門

## 主な行事
- 1月1日午前4時 - 新年祝祷会
- 1月1日～3日 - 新春特別加持祈祷
- 1月13日午前10時 - 御頭講会・曳馬式 - 祖師堂
- 2月3日午後1時 - 節分会
- 2月15日午後1時 - 釈尊涅槃会 - 本堂
- 2月16日午後1時 - 日蓮聖人降誕会 - 祖師堂
- 3月彼岸中日午後1時 - 春季彼岸施餓鬼法要
- 4月6日～8日午後1時 - 釈尊御降誕会
- 4月28日午後1時 - 立教開宗会
- 5月3日～5日午後1時 - 千部会
- 6月1日午後6時 - 祖師堂御更衣式（夏衣）
- 6月15日～17日午後1時 - 身延山開闢会
- 6月中旬日曜日午前9時 - 御入山行列
- 7月16日午後1時 - 盂蘭盆施餓鬼供養
- 8月18日午後1時 - 英霊施餓鬼供養
- 9月12日午後1時 - 龍口法難会
- 9月彼岸中日午後1時 - 秋季彼岸施餓鬼法要
- 10月1日午後6時 - 祖師堂御更衣式（冬衣）
- 10月11日～13日午後1時 - 宗祖御会式大法要
- 10月12日午後5時 - 万灯行列
- 10月25日午後1時 - 身延山開基法寂院日圓上人報恩会
- 11月中旬の日曜日 - 七五三祝祷会

## 人物
- 日蓮
- 七面天女

## 身延山僧道実修生
昭和48年より開設された久遠寺独自の僧侶育成機関。時代に対応し、かつ即応できる僧侶の育成を目指すもので、身延山高校・大学の在院生とは別枠でおよそ1年間の寄宿生活（現在は3月入場、翌年の4月に修了）をする。一般的な「実習生」ではなく「実修生」と表記するのは「自ら修める意であり、進取の気性を持ち、与えられたもの与えられないものの双方を自ら求め、広く学びとるように心掛けること」に由来する。高卒程度の学歴があって日蓮宗の僧侶を志す者であれば誰でも志願できる（師僧同伴の面接はある）ため、寺院への婿入り等で社会人から僧侶を志す者など在家の入場者も多い。また、既に教師認証を受けて日蓮宗僧侶になった者でも法要・法話の実績を積む為に入場することが可能である。開設当初からは男子しか入場できなかったが、令和2年からは女子の僧道実修生制度も開始された（こちらは10月入場で、約半年間）。

## 久遠寺への交通アクセス

### 公共交通機関
- 身延線（JR東海）身延駅から山梨交通で15分（終点「身延山」バス停下車後徒歩20分、または乗合タクシー「身延山乗合タクシー久遠寺線」で5分）
- 身延線身延駅からタクシーで10分
身延駅までは特急ふじかわ利用で甲府駅から約50分、静岡駅から約1時間25分。
- バスタ新宿から中央高速バスで約3時間30分（1日6往復）

### 自家用車

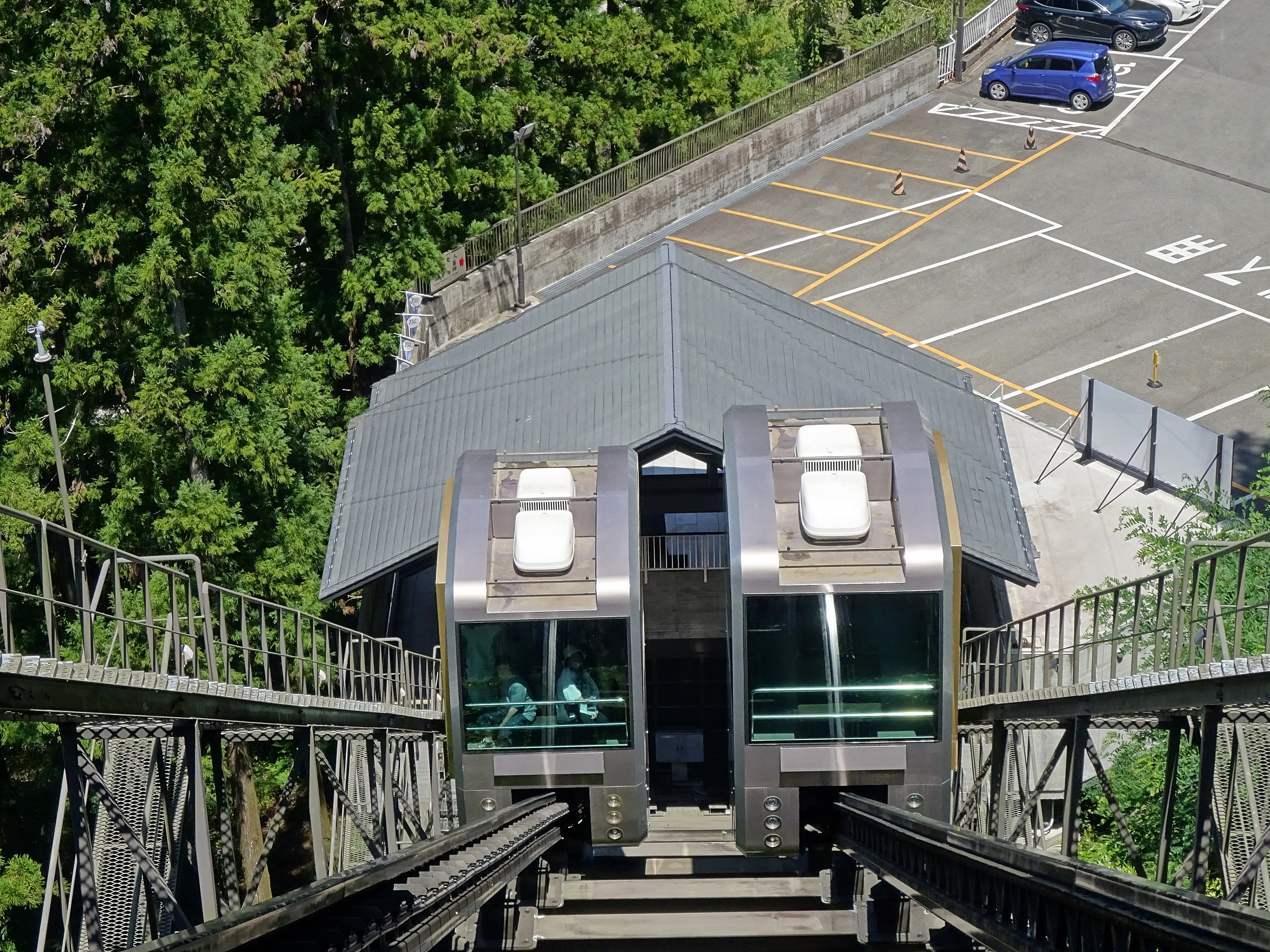
駐車場と本堂を連絡するスロープカー

- 中部横断自動車道身延山ICから車10分

久遠寺に一番近い身延山有料駐車場に停車すると徒歩3分。
身延山有料駐車場が満車の場合は門前町仲町有料駐車場（徒歩20分）または門前町総門有料駐車場（徒歩30分）。
イベント時は梅平にある身延町総合文化会館駐車場（無料）に停車し、当駐車場から「身延山」バス停まで臨時シャトルバスを利用。

### 七面山へのアクセス
自家用車なら登山口まで乗りつけ麓に駐車、公共交通機関利用時は身延駅（身延線）または飯富（中央高速バス）から早川町乗合バスかタクシーで七面山登山口下車。登山口からは全行程を徒歩で登る。登山道は険しく急坂ではある。冬場の参拝参籠は寒さが厳しく参道が雪道であるため要注意。
宿坊での食事は精進料理のみで、肉魚等の持ち込みも禁止されている。